# 伊利西内阿
伊利西内阿是巴西米纳斯吉拉斯州的一个市镇。总面积376.004平方公里，总人口11265人，人口密度30人/平方公里。